# Капур, Риши
Ри́ши Капу́р (хинди ऋषि कपूर; англ. Rishi Kapoor, 4 сентября 1952, Бомбей — 30 апреля 2020, там же) — индийский актёр, режиссёр, продюсер. Лауреат премии Filmfare Award за лучшую мужскую роль.
Средний сын актёра и режиссёра Раджа Капура.

## Биография
Риши Капур (его уменьшительное Чинту — Chintoo) впервые появился на экране в 1970 году в картине своего отца «Моё имя Клоун». Несмотря на свой юный возраст, Чинту уже тогда сыграл довольно профессионально. Заслуженной наградой начинающему актёру стала Национальная кинопремия. Радж Капур тогда с гордостью признавался: «Сегодня мой сын Риши получил награду как лучший актёр. Так прекрасно видеть, что Чинту (Риши) получил Национальную кинопремию за свою игру в моём фильме „Моё имя клоун“. Что может сделать отца счастливее, чем видеть, как прогрессирует его сын и добивается успеха? Массы благословляют и любят его, но я и сейчас говорю ему: могло быть и лучше, могло быть и лучше».
Спустя три года Риши Капур вновь появился в мелодраме своего отца «Бобби». Он сыграл главную роль, молодого человека по имени Радж, влюбленного в 16-летнюю девушку Бобби (актриса Димпл Кападия). Картина имела оглушительный успех в Индии, собрав огромную кассу, а Риши и Димпл были признаны лучшими актёрами года. Популярным фильм стал и за рубежом — так, например, в Советском Союзе знакомство многих зрителей с индийским кинематографом состоялось именно благодаря «Бобби».
Образ романтичного влюблённого юноши, созданный Риши Капуром в картине «Бобби», наложил отпечаток и на последующие работы актёра. В этом амплуа были исполнены большинство из ролей Капура 1970—1980-х годов. Среди наиболее известных фильмов с его участием — «Исчезновение», «Мститель», «Любовный недуг», «Такой лжец», «Долг чести», «Я докажу всему миру!», «Жестокий мир», «Море любви» и «Чандни».
В конце 1980-х годов Риши Капур снялся в советско-индийской ленте, совместно поставленной режиссёрами Шаши Капуром и Геннадием Васильевым — «Чёрный принц Аджуба». В этом фильме партнёрами Риши стали его дядя Шамми Капур, популярные индийские артисты Амитабх Баччан и Димпл Кападия, а также известные советские актёры Ариадна Шенгелая, Вячеслав Богачев, Тамара Яндиева.
В конце 1990-х годов Риши Капур занялся продюсерской и режиссёрской деятельностью. Он выпустил такие картины, как «Возвращение домой» (Aa Ab Laut Chalen) и «Книга любви» (PremGranth). Но дальнейшего развития эта сфера в его творчестве не получила. Сам он в одном из интервью объяснял это так: «У меня не было сценариев, которые взволновали бы. Прямо сейчас я сфокусирован только на актёрской игре. Но если я найду один такой сценарий, ничто не сможет остановить меня от создания другого фильма».
В 2006 году Риши Капур на прошедшей в Маврикии церемонии Zee Cine Awards получил престижную награду за пожизненные достижения. Он по-прежнему регулярно снимался, при этом стараясь уйти от устоявшихся штампов. «Я закрыл дверь за распеванием песен и романтикой с девушками. Теперь появился настоящий Риши Капур», — утверждал актёр.
Риши Капур умер 30 апреля 2020 года. Причиной смерти стала лейкемия, с которой он боролся с октября 2018 года.

### Личная жизнь
Риши Капур и актриса Ниту Сингх обручились 13 апреля 1979 года и сыграли свадьбу в 1980 году. У них двое детей — актёр Ранбир Капур и модельер Ридхима (Riddhima) Капур Сахни.

## Фильмография

### Актёр
- 1970 — Моё имя Клоун / Mera Naam Joker — Радж в детстве
- 1973 — Бобби / Bobby — Радж Нат
- 1974 — Порочный змей / Zehreela Insaan — Арджун Сингх
- 1975 — Трагическое совпадение / Khel Khel Mein — Аджай Ананд
- 1975 — Исчезновение / Rafoo Chakkar  — Дев
- 1975 — Раджа / Raaja — Раджа / Рам
- 1976 — Лейла и Меджнун / Laila Majnu — Меджнун
- 1976 — Мститель / Barood — Ануп «Паппу» Саксена
- 1976 — Любовь — это жизнь / Kabhi Kabhie — Викрам «Викки» Кханна
- 1977 — Амар, Акбар, Антони / Amar Akbar Anthony — Акбар Алахобади
- 1977 — В тени прошлого / Doosra Aadmi — Каран «Канну» Саксена
- 1977 — Мы не хуже других / Hum Kisise Kum Naheen — Раджеш
- 1978 — Цветы распустились в саду / Phool Khile Hain Gulshan Gulshan
- 1978 — Несбывшееся предсказание / Badalte Rishte — Манохар Дхани
- 1979 — Ритмы песен / Sargam — Раджу
- 1979 — Судьба в твоих руках / Duniya Meri Jeb Mein — Вишал Кханна
- 1979 — Такой лжец / Jhoota Kahin Ka — Аджай Рай
- 1980 — Без ума от тебя / Aap Ke Deewane — Рам
- 1980 — Долг чести / Karz — Монти
- 1980 — Приют любви / Do Premee — Четан Пракаш
- 1980 — Жажда богатства / Dhan Daulat — Лаки Саксена
- 1981 — Колесница Бога / Katilon Ke Kaatil — Мунна
- 1981 — Я докажу всему миру! / Zamaane Ko Dikhana Hai — Рави Нанда
- 1981 — Судьба / Naseeb — Санни
- 1982 — Встреча влюблённых / Deedar-E-Yaar — Джавед Сайед Али Хан
- 1982 — Любовный недуг / Prem Rog — Девдхар
- 1982 — Клятва молодости / Yeh Vaada Raha — Викрам Рай Бахадур
- 1983 — Носильщик / Coolie — Санни
- 1983 — Щедрое сердце / Bade Dil Wala — Амрит Кумар Саксена
- 1984 — Жестокий мир / Duniya — Рави
- 1984 — Как не просто любить / Yeh Ishq Nahin Aasaan — Салим
- 1985 — Время вышло / Zamana — Рави Кумар
- 1985 — Ситамгар / Sitamgar — Джай Кумар
- 1985 — Море любви / Saagar — Рави
- 1985 — Перемена путников / Rahi Badal Gaye — Амар Лал / Паван Кумар
- 1985 — Куртизанка / Tawaif — Давуд
- 1986 — Волшебный бриллиант / Nagina — Раджив
- 1986 — У каждого своя судьба / Naseeb Apna Apna — Кишан Сингх
- 1986 — Судьба вдовы / Ek Chadar Maili Si — Мангал
- 1987 — Эгоист / Khudgarz — поющий бродяга
- 1987 — Синдур / Sindoor — мистер Кумар
- 1987 — В поисках возмездия / Hawalaat — Шьям
- 1988 — Наша династия / Hamara Khandaan — Вишал
- 1988 — Возвращение багдадского вора — Хасан
- 1988 — Путь к победе / Vijay — Викрам Бхарвадж
- 1988 — Обычная история / Ghar Ghar Ki Kahani — Рам Дханрадж
- 1989 — Оружие / Hathyar — Саймула Хан
- 1989 — Семейная обитель / Gharana — Виджай Мехра
- 1989 — Покров / Naqab — Имран
- 1989 — Чандни / Chandni — Рохит
- 1989 — Дом чужих людей / Paraya Ghar
- 1990 — Слуги отечества / Azaad Desh Ke Gulam — Виджай Шривастав
- 1990 — Змей / Shesh Naag
- 1990 — Богатство и бедность / Amiri Garibi — Дипак Бхарвадж
- 1991 — Цыгане / Banjaran — Кумар Сингх Сесодия
- 1991 — Хенна / Henna — Чандер Пракаш
- 1991 — Чёрный принц Аджуба — Хасан
- 1992 — Медовый месяц / Honeymoon — Сурадж Верма
- 1992 — Пой, Радха, пой / Bol Radha Bol — Кишан Малхотра / Тони
- 1992 — Неисполненное желание / Kasak
- 1992 — Безумная любовь / Deewana — Рави
- 1993 — Сахибан / Sahibaan — Гопи
- 1993 — Наследница / Anmol — Прем
- 1993 — Закадычные друзья / Gurudev — Дев Кумар
- 1993 — Свидетельница / Damini — Шекхар Гупта
- 1994 — Спасайся кто может / Eena Meena Deeka — Индер «Ина»
- 1994 — Честь дома / Ghar Ki Izzat — Мохан Куамр
- 1994 — Самая первая любовь / Pehla Pehla Pyar — Радж Сингх
- 1994 — Самопожертвование / Saajan Ka Ghar — Амар Кханна
- 1995 — Мы с тобой / Hum Dono — Раджеш
- 1995 — Любовь всерьёз / Yaraana — Радж
- 1995 — В объятиях любимого / Saajan Ki Baahon Mein — Сагар
- 1996 — Трещина / Daraar — Радж Мальхотра
- 1996 — Книга любви / PremGranth — Сомен
- 1997 — Правда и ложь / Kaun Sachcha Kaun Jhootha — Каран Саксена
- 2000 — Дядя Раджу / Raju Chacha — Сидхант Рай
- 2000 — Обольщение / Karobaar — Амар Саксена / Рохит Синха
- 2001 — Двойняшки / Kuch Khatti Kuch Meethi — Радж Кханна
- 2002 — Поездка в Лондон / Yeh Hai Jalwa — Радж Миттал
- 2003 — Понять друг друга / Tehzeeb — Анвар Джамал
- 2003 — Любовь в Нью-Йорке / Love at Times Square
- 2003 — Скажи что-нибудь / Kucch To Hai — профессор Бакщи
- 2004 — Ты и я / Hum Tum — Арджун Капур
- 2005 — На вираже любви / Pyaar Mein Twist — Яш Кханна
- 2006 — Любовь не знает преград / Love Ke Chakkar Mein — Аман Кочар
- 2006 — Слепая любовь / Fanaa — Зульфикар Али Бек
- 2007 — Не прекращайте мечтать / Don’t Stop Dreaming — Груви
- 2007 — Намасте Лондон / Namastey London — Манмохан Малхотра
- 2008 — Немного любви, немного магии / Thoda Pyaar Thoda Magic — Бог
- 2009 — Чинту джи / Chintu Ji — Риши «Чинту-джи» Капур
- 2009 — Любовь вчера и сегодня / Love Aaj Kal — Вир Сингх
- 2010 — Любовь без границ[англ.] (Времена) / Sadiyaan — Раджвир Сингх
- 2011 — Дом «Патиала» / Patiala House — Гуртедж Сингх Кахлон
- 2012 — Огненный путь / Agneepath — Рауф Лала
- 2012 — Полный дом 2 / Housefull 2 — Чинту Капур
- 2012 — Студент года / Student of the Year — Дин Йогиндер Васишт
- 2012 — Пока я жив / Jab Tak Hai Jaan — Имран
- 2013 — Ауранзеб / Aurangzeb — Равикант
- 2013 — Настоящий индийский роман / Shuddh Desi Romance — Тауджи
- 2013 — Бесстыжий / Besharam — Чулбул Чаутала
- 2014 — Глупости / Bewakoofiyaan — В. К. Сегхал
- 2015 — Всё хорошо / All Is Well — Бхаджанглал Бхалла
- 2016 — Свадебный плов / Wedding Pullav — Лав Капур
- 2016 — Любимая / Sanam Re — Даду
- 2016 — Капур и сыновья / Kapoor & Sons — Амарджит Капур
- 2018 — 102 не предел / 102 Not Out — Бабулал Вакхария
- 2018 — Манто / Manto — продюсер
- 2018 — Страна / Mulk — Мурад Али Мохаммед
- 2018 — Рис и фасоль / Rajma Chawal — Радж Матхур
- 2019 — Jhootha Kahin Ka — отец Варуна
- 2019 — The Body — SP Джайрадж Равал

Играет самого себя
- 1983 — Слуга жены / Naukar Biwi Ka
- 1985 — Сколько у бога имён / Ram Tere Kitne Nam
- 1987 — Радж Капур / Raj Kapoor
- 2007 — Когда одной жизни мало

### Режиссёр
- 1999 — Возвращение домой / Aa Ab Laut Chalen

### Продюсер
- 1996 — Книга любви / PremGranth
- 1999 — Возвращение домой / Aa Ab Laut Chalen